# Harlow Herbert Curtice

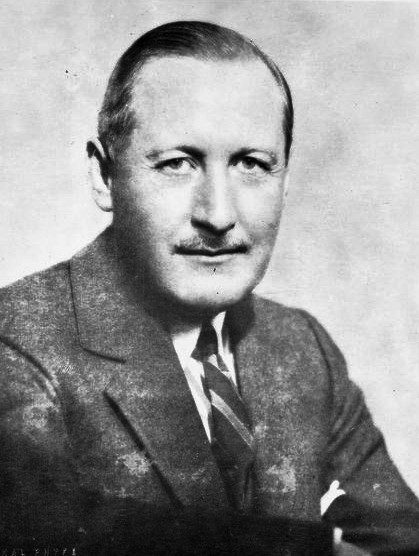
Harlow Curtice (1930er Jahre)

Harlow Herbert Curtice (* 15. August 1893 in Petrieville; † 3. November 1962 in Flint) war Geschäftsführer von General Motors und Person of the Year 1955. Er wuchs in Eaton Rapids auf und absolvierte 1914 das Ferris Institute.
Nach seinem Umzug nach Flint 1914 begann seine Karriere bei General Motors. Er arbeitete zunächst als Buchhalter für den Zündkerzenhersteller von GM, AC Spark Plugs, bis er mit nur 21 Lebensjahren zum Chef des Rechnungswesens und schließlich mit 36 zum Firmenchef aufstieg.
1948 wurde er stellvertretender Geschäftsführer, nur wenige Jahre später am 2. Februar 1953 Geschäftsführer bei General Motors. Am 31. August 1958 wechselte er in den Ruhestand.
Während seiner Karriere wohnte er in Flint. Er wurde vom Time magazine zur Person of the Year 1955 bestimmt.
Er starb im Alter von 69 Jahren in seinem Heimatort.